# Église Saint-Didier de Rigny-sur-Arroux
L'église Saint-Didier de Rigny-sur-Arroux est une église située sur le territoire de la commune de Rigny-sur-Arroux dans le département français de Saône-et-Loire et la région Bourgogne-Franche-Comté.

## Protection
Elle fait l'objet d'une inscription au titre des monuments historiques depuis le 24 octobre 1927.

## Culte
Édifice consacré du diocèse d'Autun relevant de la paroisse Sainte-Thérèse-de-l'Enfant-Jésus (siège à Gueugnon) – qui en est affectataire au titre de la loi de 1905 –, l'église de Rigny-sur-Arroux est, plusieurs siècles après sa construction, un lieu de culte catholique. 